# Meitetsu Yaotsu-Linie
| Dieseltriebwagen der Baureihe KiHa 10 in Yaotsu |                           |                          |                          |
| |                           |                          |                          |
| Streckenlänge: | 7,3 km                    |                          |                          |
| Spurweite: | 1067 mm (Kapspur)         |                          |                          |
| Stromsystem: | 1500 V =                  |                          |                          |
| Zweigleisigkeit: | nein                      |                          |                          |
| |                           |                          |                          |
| Gesellschaft: | Meitetsu (Nagoya Tetsudō) |                          |                          |
| \| \| \| Meitetsu Hiromi-Linie \| 1920– \| \| \| 0,0 \| Akechi (明智) \| 1920– \| \| \| 0,8 \| Higashi-Fushimi (東伏見) \| 1930–1944 \| \| \| 2,3 \| Kaneyamaguchi (兼山口) \| 1930–2001 \| \| \| 3,0 \| Kido (城門) \| 1930–1944 \| \| \| \| Shiroyama-Tunnel (233 m) \| \| \| \| 3,6 \| Kaneyama (兼山) \| 1930–2001 \| \| \| \| Nippon Hassōden \| \| \| \| 5,4 \| Nakano (中野) \| 1930–2001 \| \| \| 6,2 \| Ikitsushi (伊岐津志) \| 1930–1944 \| \| \| 7,3 \| Yaotsu (八百津) \| 1930–2001 \| \| \| \| Maruyama-Wasserkraftbahn \| 1952–1954 \| |                           |                          |                          |
| |                           | Meitetsu Hiromi-Linie    | 1920–                    |
| Abzweig quer und ehemals von links · Bahnhof quer | 0,0                       | Akechi (明智)            | 1920–                    |
| Haltepunkt / Haltestelle (Strecke außer Betrieb) | 0,8                       | Higashi-Fushimi (東伏見) | 1930–1944                |
| Haltepunkt / Haltestelle (Strecke außer Betrieb) | 2,3                       | Kaneyamaguchi (兼山口)   | 1930–2001                |
| Haltepunkt / Haltestelle (Strecke außer Betrieb) | 3,0                       | Kido (城門)              | 1930–1944                |
| Tunnel (Strecke außer Betrieb) |                           | Shiroyama-Tunnel (233 m) | Shiroyama-Tunnel (233 m) |
| Haltepunkt / Haltestelle (Strecke außer Betrieb) | 3,6                       | Kaneyama (兼山)          | 1930–2001                |
| Abzweig geradeaus und nach links (Strecke außer Betrieb) · Betriebsstelle Streckenende und quer |                           | Nippon Hassōden          | Nippon Hassōden          |
| Haltepunkt / Haltestelle (Strecke außer Betrieb) | 5,4                       | Nakano (中野)            | 1930–2001                |
| Haltepunkt / Haltestelle (Strecke außer Betrieb) | 6,2                       | Ikitsushi (伊岐津志)     | 1930–1944                |
| Bahnhof (Strecke außer Betrieb) | 7,3                       | Yaotsu (八百津)          | 1930–2001                |
| Strecke (außer Betrieb) |                           | Maruyama-Wasserkraftbahn | 1952–1954                |

Die Meitetsu Yaotsu-Linie (jap. 名鉄八百津線 Meitetsu Yaotsu-sen) war eine Eisenbahnstrecke auf der japanischen Insel Honshū, die von der Bahngesellschaft Meitetsu (Nagoya Tetsudō) betrieben wurde. Sie war von 1930 bis 2001 in Betrieb und verband die Stadt Kani mit der Gemeinde Yaotsu.

## Streckenbeschreibung
Die eingleisige Stichstrecke war 7,3 km lang. Sie begann im Bahnhof Akechi, wo sie von der Meitetsu Hiromi-Linie abzweigte. Zunächst nordwärts verlaufend, erreichte sie nach dem Shiroyama-Tunnel das Tal des Kiso. Sie wandte sich darauf nach Nordosten und folgte dem linken Flussufer bis Yaotsu. Dort bestand für kurze Zeit ein Übergang zur Maruyama-Wasserkraftbahn. Es wurden fünf Haltestellen und Bahnhöfe bedient.

## Bilder

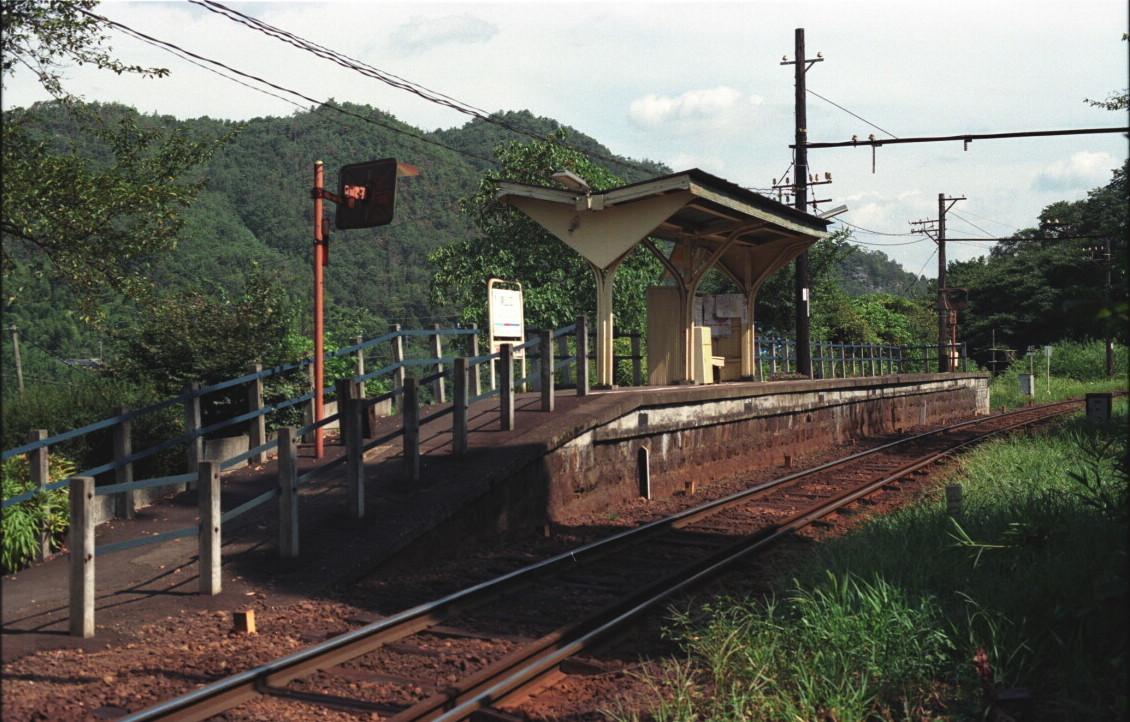
Haltestelle Kanyamaguchi
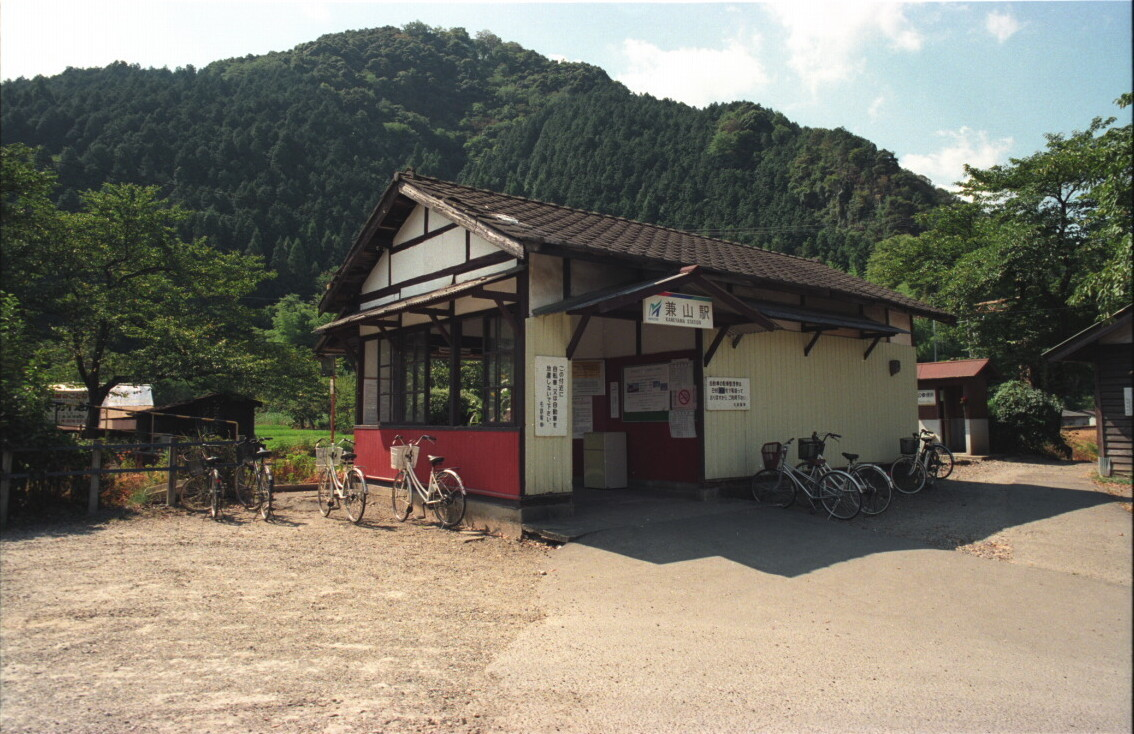
Haltestelle Kaneyama
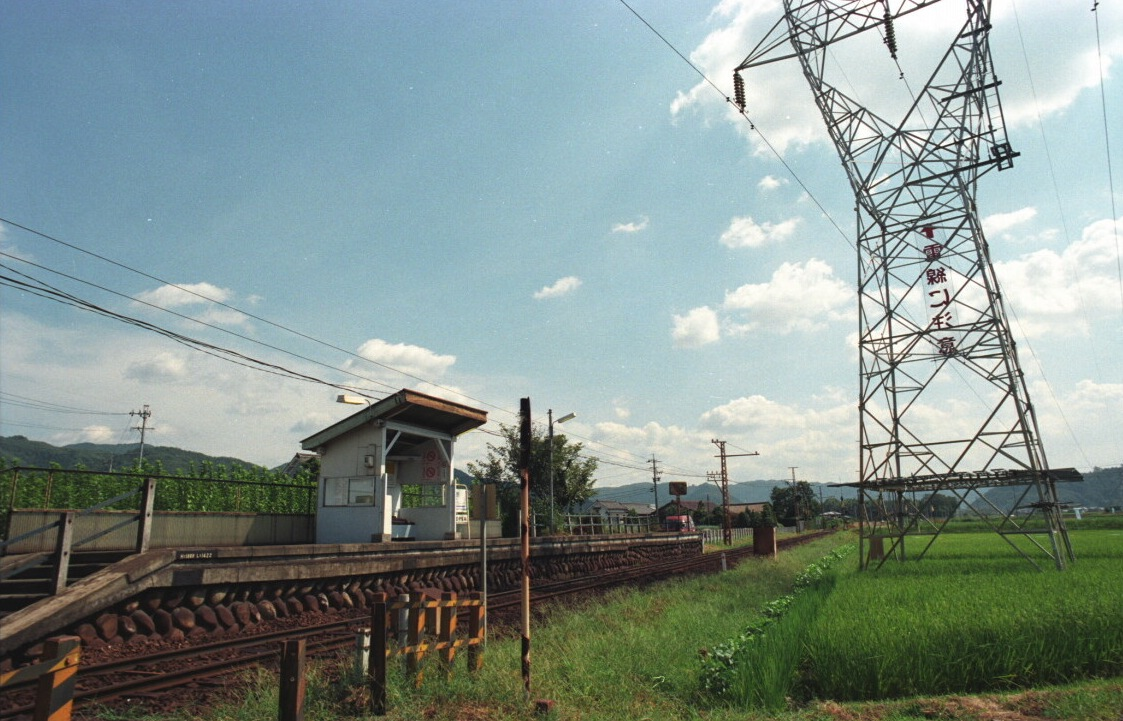
Haltestelle Nakano
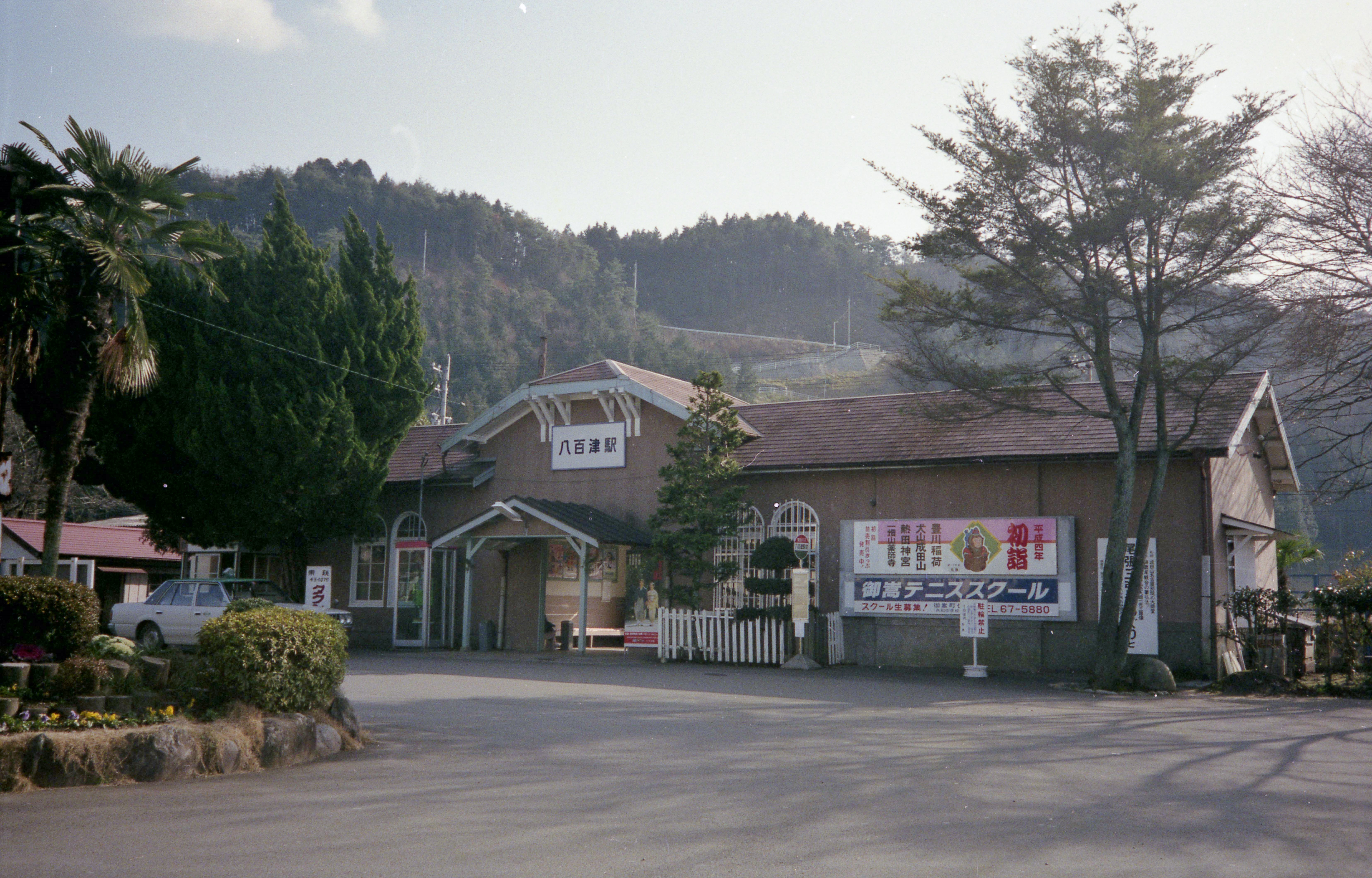
Bahnhof Yaotsu

## Geschichte
Am 30. April 1930 nahm die Bahngesellschaft Tōmi Tetsudō den ersten Abschnitt zwischen Fushimiguchi (heute Akechi) und Kaneyama in Betrieb, am 1. Oktober desselben Jahres kam die Verlängerung von Kaneyama nach Yaotsu hinzu. Die Strecke war mit 600 V Gleichspannung elektrifiziert. Von 1939 bis 1943 war ein kurzes Anschlussgleis in Betrieb, das zur Baustelle der 36 Meter hohen Kaneyama-Talsperre führte und dem Transport von Baumaterial diente. Am 1. März 1943 ging die Tōmi Tetsudō in der Meitetsu auf.
In Yaotsu bestand ab März 1952 ein Übergang zur 4,1 km langen Maruayama-Wasserkraftbahn. Ihr Bau war bereits 1943 begonnen worden, musste aber aufgrund der Auswirkungen des Pazifikkriegs und der Nachkriegszeit fast neun Jahre lang unterbrochen werden. Die Bahn diente dem Gütertransport zur Baustelle der Maruyama-Talsperre mit einer Höhe von 98 Metern. Nach der Fertigstellung des dazu gehörenden Wasserkraftwerks stellte sie ihren Betrieb am 1. Juni 1954 ein. Vom 21. August bis zum 15. September 1963 war der Bahnbetrieb auf der Yaotsu-Linie unterbrochen, um während dieser Zeit den Shiroyama-Tunnel verstärken zu können. Die Fahrdrahtspannung wurde am 21. März 1965 von 600 auf 1500 V erhöht, womit sie mit jener der daran anschließenden Meitetsu Hiromi-Linie kompatibel war.
Im Laufe des Jahres 1984 führte die Meitetsu auf der Yaotsu-Linie Testfahrten mit Schienenbussen von Fuji Heavy Industries durch. Diese Fahrzeuge sollten dazu dienen, die Betriebskosten auf Nebenstrecken zu senken. Ab 23. September 1984 setzte die Meitetsu die Schienenbusse im fahrplanmäßigen Personenverkehr ein und begann daraufhin mit dem Abbau der elektrischen Anlagen. Die entsprechenden Arbeiten waren am 14. März 1985 abgeschlossen, worauf der Einmannbetrieb eingeführt werden konnte. Trotz der vereinfachten Betriebsabläufe blieb die Bahnstrecke weiterhin nicht kostendeckend, weshalb sie am 1. Oktober 2001 stillgelegt und durch eine Buslinie ersetzt wurde.

## Liste der Bahnhöfe
| Name                   | km  | Anschlusslinien       | Lage   | Ort    |
| ---------------------- | --- | --------------------- | ------ | ------ |
| Akechi (明智)          | 0,0 | Meitetsu Hiromi-Linie | Koord. | Kani   |
| Kaneyamaguchi (兼山口) | 2,3 |                       |        | Kani   |
| Kaneyama (兼山)        | 3,6 |                       |        | Kani   |
| Nakano (中野)          | 5,4 |                       |        | Yaotsu |
| Yaotsu (八百津)        | 7,3 |                       | Koord. | Yaotsu |